# Hana Čutura
Hana Čutura, född 10 mars 1988 är en volleybollspelare (vänsterspiker).
Čutura kommer från en idrottsfamilj. Hennes far spelade med Jugoslaviens basketlandslag som tog silver vid OS 1988, medan hennes mor Gordana spelat med Kroatiens volleybollandslag. Hana Čutura deltog med landslaget vid samtliga EM mellan 2005 och 2017, med undantag för 2015. Hon har spelat för ett stort antal proffsklubbar, främst i Europa, men även i Israel och Filippinerna.